# Yirmisekiz Mehmed Çelebi

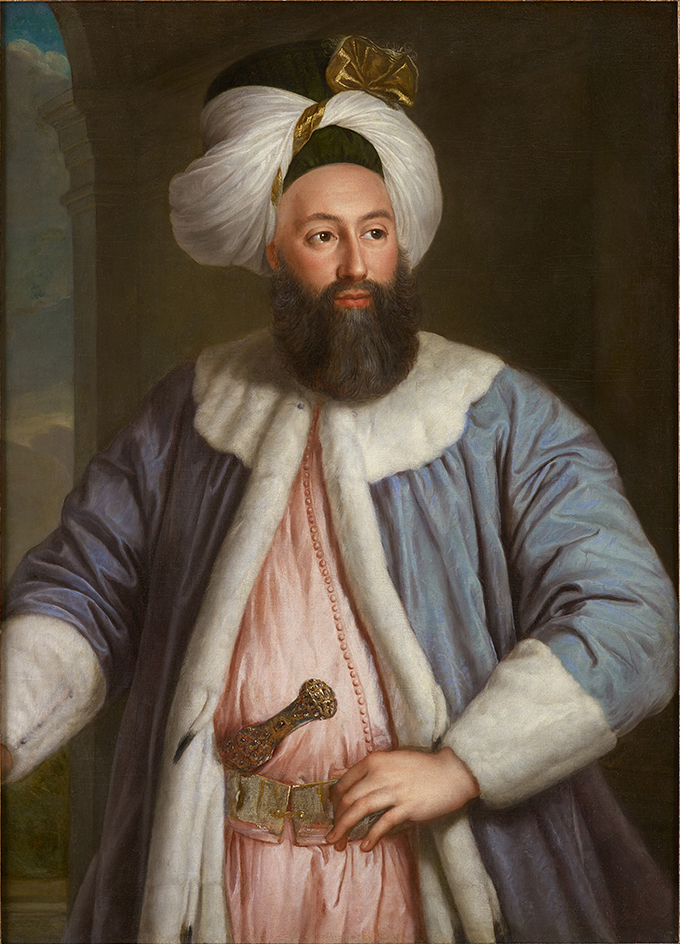
Yirmisekiz Mehmed Çelebi (1724)

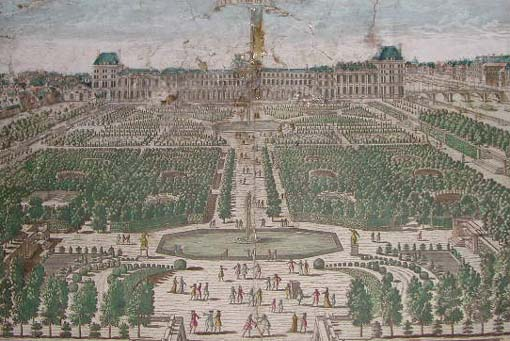
Der Palais des Tuileries auf einer Gravur aus dem späten 17. Jahrhundert

Yirmisekiz Mehmed Çelebi (auch Yirmisekiz Çelebi Mehmed Efendi, * um 1670 in Edirne; † 1732 in Famagusta) war ein osmanischer Staatsmann, der 1720 von Sultan Ahmed III. als Botschafter in Frankreich unter Ludwig XV. bestimmt wurde. Er ist durch sein Buch Sefaretname (dt.: Gesandtschaftsschrift) über seine Gesandtschaft bekannt geworden.
Yirmisekiz Mehmed Çelebi wurde in Edirne geboren. Er war der Sohn des Janitscharenoffiziers Süleyman Ağa, der während eines Feldzuges gegen Pécs starb. Mehmed Çelebi trat auch in das Janitscharenkorps ein und diente dort in der 28. Kompanie. Dies brachte ihm den Beinamen Yirmisekiz (dt.: Achtundzwanzig) ein, den er bis zu seinem Tod beibehielt. Seine Nachfahren, darunter sein Sohn Mehmed Said, der Großwesir wurde, trugen ebenfalls diesen Namen in der Form Yirmisekizzade (dt.: Sohn des Achtundzwanzig).
Er stieg in der militärischen Hierarchie auf und machte dann Karriere im Finanzsystem des Reiches. Zunächst wurde er Aufsichtsbeamter der osmanischen Münzprägeanstalt (Defterdar), danach oberster imperialer Buchführer während der Herrschaft Ahmeds III. 1720 wurde er vom Sultan als Botschafter nach Paris gesandt. Seine Gesandtschaft für elf Monate war die erste dauerhafte ausländische Vertretung des Osmanischen Reiches. Nach seiner Rückkehr nach Istanbul präsentierte er dem Sultan seine Kontakte, Erfahrungen und Beobachtungen in Form eines Buches.
Sein Sefaretname ist unter allen Werken von anderen osmanischen Botschaftern über ihre Missionen das bekannteste und wichtigste, da es gute Einblicke in die damalige Zeit und Geschehnisse bietet. Er beschreibt darin seine Reise nach Frankreich, die 40-tägige Quarantäne in Toulon wegen der Angst vor der Pest, die Reise über Bordeaux nach Paris, seinen Empfang durch Ludwig XV., die Zeremonien und gesellschaftlichen Veranstaltungen, an denen er teilnahm, wobei eine Nacht im Theater hervorzuheben ist, Sehenswürdigkeiten in Paris, die Neugier, mit der er die westliche Kultur erforschte, und die Neugier, die er bei seinen westlichen Gesprächspartnern auslöste. Zum Beispiel löste sein Fasten während des Ramadans eine Versammlung neugieriger Pariser Frauen aus.
Abgesehen davon, dass seine Gesandtschaft den Trend zur Verwestlichung im osmanischen Reich beeinflusste, hatte sie auch direkte Auswirkungen im Reich. Deutlich wird es an der Gründung der ersten Druckerei im gleichen Jahr durch İbrahim Müteferrika, einen konvertierten Ungarn, der Bücher auf Türkisch veröffentlichte. Die Druckerei stand unter der Obhut und der Federführung seines Sohnes Yirmisekizzade Mehmed Said Pascha. Istanbuls berühmte Sadabad Gärten waren ein Symbol der Tulpenzeit und wurden stark durch die Gärtnereitechniken aus dem Palais des Tuileries, die ausführlich vom Botschafter beschrieben wurden, beeinflusst. Sein Buch wurde 1757 ins Französische und anschließend in andere westliche Sprachen übersetzt.
Nach einer anderen kurzen Mission nach Ägypten wurde Yirmisekiz Mehmed Çelebi, der tief in die Tulpenzeit verwickelt war, nach Zypern ins Exil geschickt, nachdem der Patrona-Halil-Aufstand der Herrschaft Ahmeds III. ein Ende gesetzt hatte. Er starb 1732 in Famagusta und wurde dort auf dem Friedhof der Buğday-Moschee begraben.
Sein Sohn Yirmisekizzade Mehmed Said Pascha erlangte schnelle die königliche Gunst und wurde für eine Gesandtschaft nach Paris 1742 geschickt sowie für eine historisch bedeutendere nach Schweden und Polen. Er schrieb ein weiteres Sefaretname.